# Championnat de Malte de football 1975-1976
Navigation
Saison précédente Saison suivante
La saison 1975-1976 de First Division Maltaise était la soixante-et-unième édition de la première division maltaise.
Lors de cette saison, le Floriana FC a tenté de conserver son titre de champion face aux neuf meilleurs clubs maltais lors d'une série de matchs se déroulant sur toute l'année.
Les dix clubs participants au championnat ont été confrontés à deux reprises aux neuf autres.
C'est le Sliema Wanderers FC qui a été sacré champion de Malte pour la vingt-et-unième fois.
Deux places étaient qualificatives pour les compétitions européennes, la troisième place étant celles du vainqueur du Trophée Rothman 1975-1976.

## Qualifications en coupe d'Europe
À l'issue de la saison, le champion a participé au 1er tour de la Coupe des clubs champions 1976-1977.
Le vainqueur du Trophée Rothman a pris la place pour la Coupe des coupes 1976-1977.
Le troisième du championnat, le Floriana FC étant qualifié en Coupe des coupes, a pris la place en Coupe UEFA 1976-1977.

## Les dix clubs participants
| Club                | Stade             | Capacité | Ville      |
| ------------------- | ----------------- | -------- | ---------- |
| Birkirkara-Luxol    | Infetti Ground    | 2 000    | Birkirkara |
| Floriana FC         | -                 | -        | Floriana   |
| Paola Hibernians FC | Hibernians Ground | 8 000    | Paola      |
| Marsa FC            | -                 | -        | Marsa      |
| Msida Saint-Joseph  | -                 | -        | Msida      |
| Senglea Athletic    | -                 | -        | Bormla     |
| Sliema Wanderers FC | Guze Fava Ground  | 4 000    | Sliema     |
| St. George's FC     | -                 | -        | Bormla     |
| La Vallette FC      | -                 | -        | La Valette |
| Zebbug Rangers FC   | -                 | -        | Zebbug     |

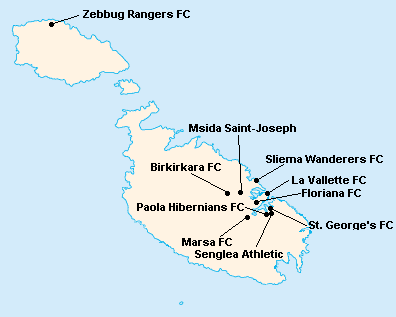
Localisation des clubs engagés dans le championnat.

L'île de Malte étant relativement petite, les clubs évoluent tous au stade National Ta'Qali (17 400 places). Certain cependant ont leur propre enceinte qu'ils peuvent éventuellement utiliser.

## Compétition

### Classement
| Rang | Équipe                 | Pts | J  | G  | N | P | Bp | Bc | Diff |
| ---- | ---------------------- | --- | -- | -- | - | - | -- | -- | ---- |
| 1    | Sliema Wanderers FC    | 26  | 18 | 11 | 4 | 3 | 35 | 13 | +22  |
| 2    | Floriana FC (T) (C)    | 25  | 18 | 9  | 7 | 2 | 27 | 12 | +15  |
| 3    | Paola Hibernians FC    | 20  | 18 | 7  | 6 | 5 | 17 | 17 | 0    |
| 4    | Zebbug Rangers FC      | 20  | 18 | 7  | 6 | 5 | 20 | 25 | -5   |
| 5    | La Vallette FC         | 18  | 18 | 6  | 6 | 6 | 34 | 26 | +8   |
| 6    | Msida Saint-Joseph (P) | 18  | 18 | 7  | 4 | 7 | 21 | 24 | -3   |
| 7    | Senglea Athletic (P)   | 16  | 18 | 4  | 8 | 6 | 16 | 22 | -6   |
| 8    | St. George's FC        | 14  | 18 | 4  | 6 | 8 | 17 | 25 | -8   |
| 9    | Marsa FC               | 12  | 18 | 3  | 6 | 9 | 20 | 35 | -15  |
| 10   | Birkirkara FC          | 11  | 18 | 1  | 9 | 8 | 10 | 18 | -8   |

| Légende : Qualifications et relégations | Légende : Qualifications et relégations                                                     |
| --------------------------------------- | ------------------------------------------------------------------------------------------- |
|                                         | Coupe des clubs champions 1976-1977 (1er Tour)                                              |
|                                         | Coupe des coupes 1976-1977 (1er Tour)                                                       |
|                                         | Coupe UEFA 1976-1977 (1er Tour)                                                             |
|                                         | Relégation en Second Division Maltaise                                                      |
|                                         | (T) : Tenant du titre 1974-1975 (P) : Promu en 1974-1975 (C) : Vainqueur du Trophée Rothman |

## Bilan de la saison
| Tableau d'Honneur       |                     |
| Compétition             | Vainqueur           |
| First Division Maltaise | Sliema Wanderers FC |
| Trophée Rothman         | Floriana FC         |

| Qualifications européennes 1976-1977 |                     |
| Coupe des clubs champions            | Qualifiés           |
| 1er tour                             | Sliema Wanderers FC |
| Coupe des coupes                     | Qualifiés           |
| 1er tour                             | Floriana FC         |
| Coupe UEFA                           | Qualifiés           |
| 1er tour                             | Paola Hibernians FC |

| Promotions et relégations            |                                     |
| Relégués en Second Division Maltaise | Marsa FC Birkirkara FC              |
| Promus de Second Division Maltaise   | Hamrun Spartans Vittoriosa Stars FC |